# Don't Be Silly
Don't Be Silly is een Engelstalige single van het Belgisch muziekproject Def Dames Dope uit 1993.
Op de B-kant van de single stond geen nummer.
Het nummer verscheen op het album It's a Girl! uit 1993.